# 出石神社

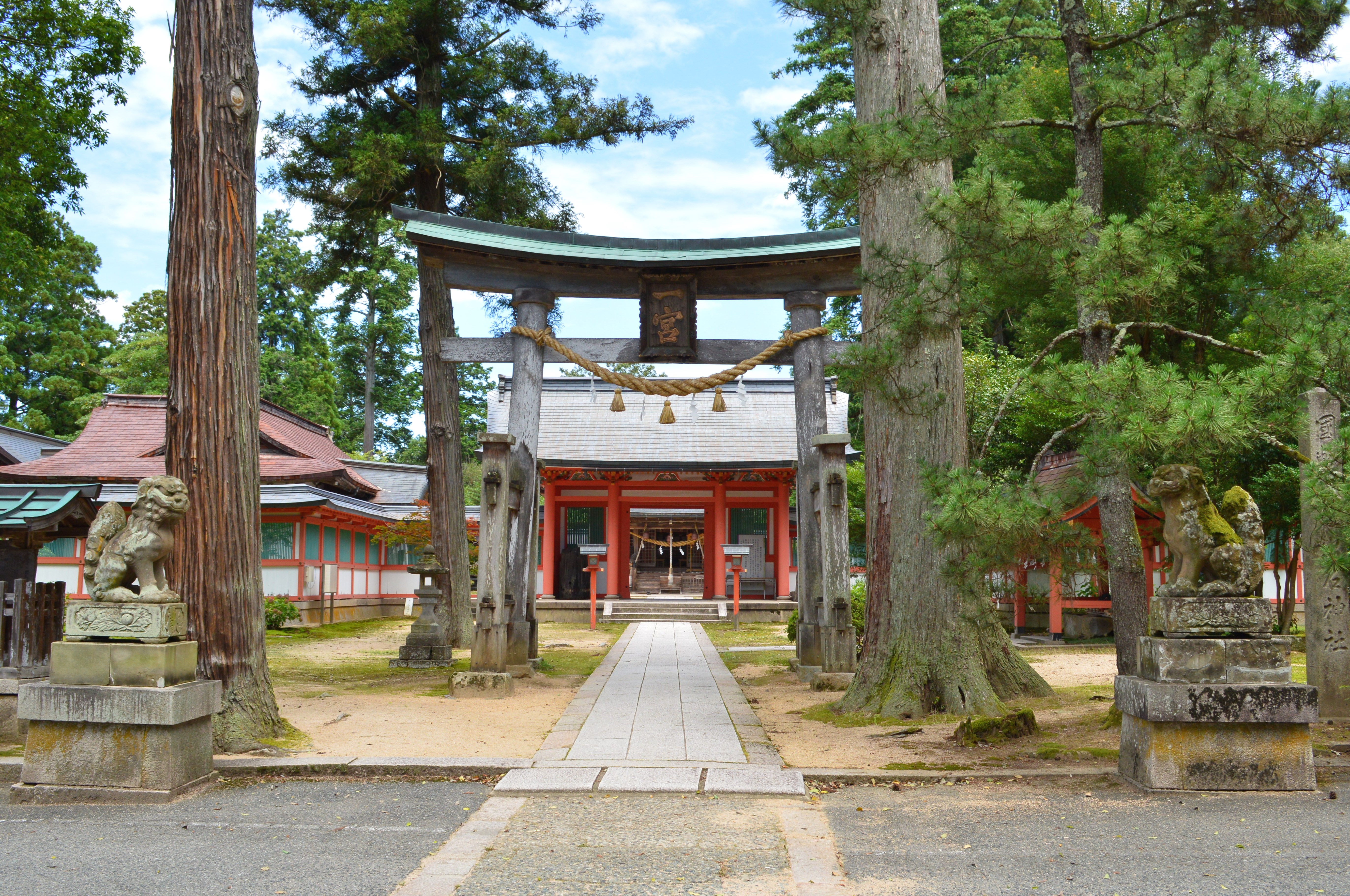
鳥居

出石神社（いずしじんじゃ）は、兵庫県豊岡市出石町宮内にある神社。式内社（名神大社）、但馬国一宮。旧社格は国幣中社で、現在は神社本庁の別表神社。

## 概要
兵庫県北部、出石盆地東縁の山裾に鎮座する神社である。出石盆地南縁の現在の出石市街地からは北方約2キロメートルに位置するが、かつては出石神社付近が周辺一帯の中心地であり、現在の出石市街地は天正2年（1574年）に山名氏が居城を此隅山城から有子山城（のち山麓に出石城）に移してからの発展になる。
この出石神社は、『古事記』や『日本書紀』に記される渡来新羅王子の天日槍伝説の中心となる神社で、現在の祭神には天日槍が将来したという八種神宝の神霊および天日槍自身の神霊を奉斎し、地元では出石の開拓神としても信仰される。古くから但馬国（兵庫県北部）では随一の神威を誇ったほか、中世・近世には但馬国の一宮にも位置づけられた、但馬地方では代表的な古社になる。
社殿は大正3年（1914年）の再建で、豊岡市指定文化財に指定されている。また社宝として、明治14年（1881年）寄進の脇差（国の重要文化財）のほか、歴代領主の甲冑や古文書などを伝世し、現在はこれらの多くが文化財に指定されている。

## 社名
文献上で見える主な名称は次の通り。
- 出石神 - 『但馬国正税帳』、『新抄格勅符抄』、『続日本紀』、『日本三代実録』等。
- 伊豆志坐神社 - 延長5年（927年）成立の『延喜式』神名帳。
- 出石大社 - 『日本紀略』貞元元年（976年）条[原 1]、弘安8年（1285年）の『但馬国大田文』。
- 伊豆志社 - 永万元年（1165年）の「神祇官諸社年貢注文」。
- 出石大神宮 - 出石神社蔵の銅印（鎌倉時代）。

現在、地元では「一宮さん（いっきゅうさん）」とも通称されている。

## 祭神
現在の祭神は次の通り。
- 伊豆志八前大神（いづしやまえのおおかみ、出石八前大神）
- 天日槍命（あめのひぼこのみこと）

延長5年（927年）成立の『延喜式』神名帳における祭神の記載は8座。享禄5年（1532年）の祝詞では、祭神を「正一位出石大明神、二位の后の宮、七所の王子」とする。現在の出石神社では、上記のように天日槍が将来したという八種神宝の神霊を「伊豆志八前大神」として奉斎し、これに天日槍の神霊を併祀する形を取っている。

### 古典史料の記述
| 古事記   | 日本書紀 垂仁3年条本文 | 日本書紀 垂仁3年条別伝 | 日本書紀 垂仁88年条 |
| -------- | ---------------------- | ---------------------- | ------------------- |
| 珠2貫    | 羽太玉                 | 葉細珠                 | 羽太玉              |
| 浪振比礼 | 足高玉                 | 足高珠                 | 足高玉              |
| 浪切比礼 | 鵜鹿鹿赤石玉           | 鵜鹿鹿赤石珠           | 鵜鹿鹿赤石玉        |
| 風振比礼 | 出石小刀               | 出石刀子               | 出石小刀            |
| 風切比礼 | 出石桙                 | 出石槍                 |                     |
| 奥津鏡   | 日鏡                   | 日鏡                   | 日鏡                |
| 辺津鏡   | 熊神籬                 | 熊神籬                 | 熊神籬              |
|          |                        | 胆狭浅大刀             |                     |
| 計8種    | 計7種                  | 計8種                  | 計6種               |

出石神社の祭祀は、『古事記』や『日本書紀』などの記す天日槍（あめのひぼこ、天之日矛/天日桙）伝説との深い関わりで知られる。そのうち『古事記』応神天皇記では、天之日矛は新羅王子であり、その昔（応神天皇以前）に日本に渡来したとする。そしてその渡来の経緯として、天之日矛は妻を追って日本に渡来し難波に着こうとしたが着けなかったため、新羅に帰ろうと但馬国に停泊していたが、そのまま但馬国に留まり多遅摩之俣尾（たじまのまたお）の娘の前津見（さきつみ）を娶って子孫を儲けたという。また天之日矛は「玉津宝（たまつたから）」と称される神宝8種を将来し、それらは「伊豆志之八前大神（いづしのやまえのおおかみ）」と称されるとする。続けて、その伊豆志大神の娘の伊豆志袁登売神（いづしおとめのかみ、出石乙女）の神婚譚が記される。
対して『日本書紀』垂仁天皇3年条では、天日槍を同じく新羅王子とした上で、垂仁天皇（第11代）の時に渡来したとし、天日槍は将来した7物を但馬国に納めて永く神宝としたとする。また同条の別伝では、日本に渡来した天日槍は初め神宝8種を天皇に献上したとし、さらに天皇から居住地として提示された播磨国宍粟邑と淡路島出浅邑は固辞したうえで、近江国・若狭国を経て但馬国に至り、そこで但馬国出島（出石に同じ）の太耳の娘の麻多烏（またお）を娶り、子孫を儲けたとする。そのほか『日本書紀』垂仁天皇88年条では、天日槍の将来した神宝を見たいと天皇が欲したので、曾孫の清彦に5物を献上させたとする。この時に5物とは別に「出石」という名の小刀1口があり、清彦は献上を望まず隠していた。清彦は結局これを献上したが、のちに自然と消え、淡路島で発見され祠に祀られたという。続けて系譜として、天日槍は但馬国の前津耳（さきつみみ）の娘の麻拖能烏（またのお）を娶り、子孫を儲けたと記される。以上の一方、『日本書紀』では『古事記』にあるような出石神に関する具体的な記述はない。
天日槍伝説および関連伝承は、『古事記』・『日本書紀』のほかにも『播磨国風土記』や『筑前国風土記』逸文・『摂津国風土記』逸文・『古語拾遺』などでも見られる。そのうち『播磨国風土記』では、天日槍を客神（渡来神）に位置づけ、葦原志許乎命や伊和大神（播磨国一宮の伊和神社（兵庫県宍粟市）祭神）との間で播磨国の国占めを競う姿が記されている。また『古語拾遺』でも、新羅皇子の「海檜槍」の渡来について「今在但馬国出石郡為大社」と見え、ここでも天日槍と出石との深い関わりが記される。

### 考証
以上のように、天日槍伝説は古典史料における代表的な渡来伝承になる。ただし一般には、1人の歴史上人物の説話ではなく、朝鮮系集団の渡来をアメノヒボコという始祖神に象徴した説話と考えられている。その中では特に、「天日槍」という神名を「日矛（日槍）」という祭祀具の人格化と想定し、半島系の日神信仰を持つ渡来系一族（出石族）の伝承と見る説が知られる。天日槍が将来したという神宝の数・内容は『古事記』と『日本書紀』で異なるが、現在の出石神社では神宝を8種とし「八前大神」として祀っている。
なお、上記の古典史料では天日槍を主に渡来人・渡来神として記述するのに対して、出石地域では天日槍による開拓伝説、特に泥海状態であった豊岡盆地の水を津居山の瀬戸を切り開いて流した伝説（蹴裂伝説）が広く知られる。この蹴裂伝説は大永4年（1524年）の「沙門某出石神社修造勧進帳」を初見とし、現在も出石神社ではそれに因む「幟まわし」神事が続けられている。この伝説成立の背景として、天日槍ないしその奉斎氏族による実際の出石開拓との関連を推測する説もある。なお出石地域では、天日槍の一族人物名に関連する神社数社の分布も知られている（関係地節参照）。

## 歴史

### 創建
創建は不詳。社記『一宮縁起』では、谿羽道命（たにはみちのみこと）と多遅麻比那良岐命（たじまひならきのみこと）が祖神の天日槍を祀ったことに始まるとする。
出石神社の実際の創祀については、天日槍を奉じる朝鮮半島系の渡来人一族がその将来した宝物を祀ったことによると推測される。『新撰姓氏録』では「天日桙命」の後裔を称する三宅連（三宅氏）の存在が見えるが、豊岡市内に残る「三宅」地名を関連づけて、この三宅氏が当地にもいて出石神社を奉斎したとする説がある。
なお、出石地域では弥生時代の遺跡として宮内遺跡・黒田遺跡が分布し、朝来・養父・気多・城崎地域とともに但馬地方で最も早く稲作が始まった地域の1つといわれる。

### 概史
| 年     | 出石神             | 粟鹿神             | 養父神             |
| ------ | ------------------ | ------------------ | ------------------ |
| 845年  | 無位 →従五位下     | 無位 →従五位下     | 無位 →従五位下     |
| 868年  | 従五位上 →正五位下 | 従五位上 →正五位下 |                    |
| 869年  |                    |                    | 従五位上 →正五位下 |
| 874年  | 正五位下 →正五位上 | 正五位下 →正五位上 | 正五位下 →正五位上 |
| 神名帳 | 名神大8座          | 名神大1座          | 名神大2座 小3座    |
| 一宮制 | 一宮               | 二宮               | 三宮?              |

#### 古代
文献では、前述のように『古事記』・『日本書紀』などの古典史料で出石に関する記述が見られる。
天平9年（737年）の『但馬国正税帳』では、「出石郡出石神戸」について、租代は435束6把である旨のほか、調絁20匹4丈5尺を直稲1,245束で買い取る旨が記されている。但馬国では他に有力神社として粟鹿神社（朝来市、但馬国二宮）と養父神社（養父市、但馬国三宮?）が知られるが、粟鹿神戸は租代66束2把・調絁2匹4丈5尺（直稲165束）、養父神戸は租代145束5把・調絁6匹4丈5尺（直稲405束）であり、出石神社とは大きく差が開いていた。
『新抄格勅符抄』大同元年（806年）牒では、当時の「出石神」には神戸として但馬国から13戸を充てると見える。なお粟鹿神は2戸、養父神は4戸であった。
続けて国史では、「出石神」の神階について、承和12年（845年）に従五位下、貞観10年（868年）に正五位下、貞観16年（874年）に正五位上にそれぞれ昇叙された旨が記載されている。
延長5年（927年）成立の『延喜式』神名帳では但馬国出石郡に「伊豆志坐神社八座 並名神大」として、8座が名神大社に列する旨が記載されている。平安時代中期の『和名抄』に見える地名のうちでは、当地は「出石郡出石郷」に比定される。
『日本紀略』貞元元年（976年）条によれば、「出石大社」内に烏鵲（カササギ）が集まることがあった旨と、古老が言うに出石大社は「国内第一霊社」であってかつてはその神威を畏れ烏雀蚊虻も入ることはなかった旨が但馬国司から報告され、このことについて朝廷で評議のうえ卜占が行われている。また永万元年（1165年）の「神祇官諸社年貢注文」によれば、「伊豆志社」には布50端が課されている。

#### 中世

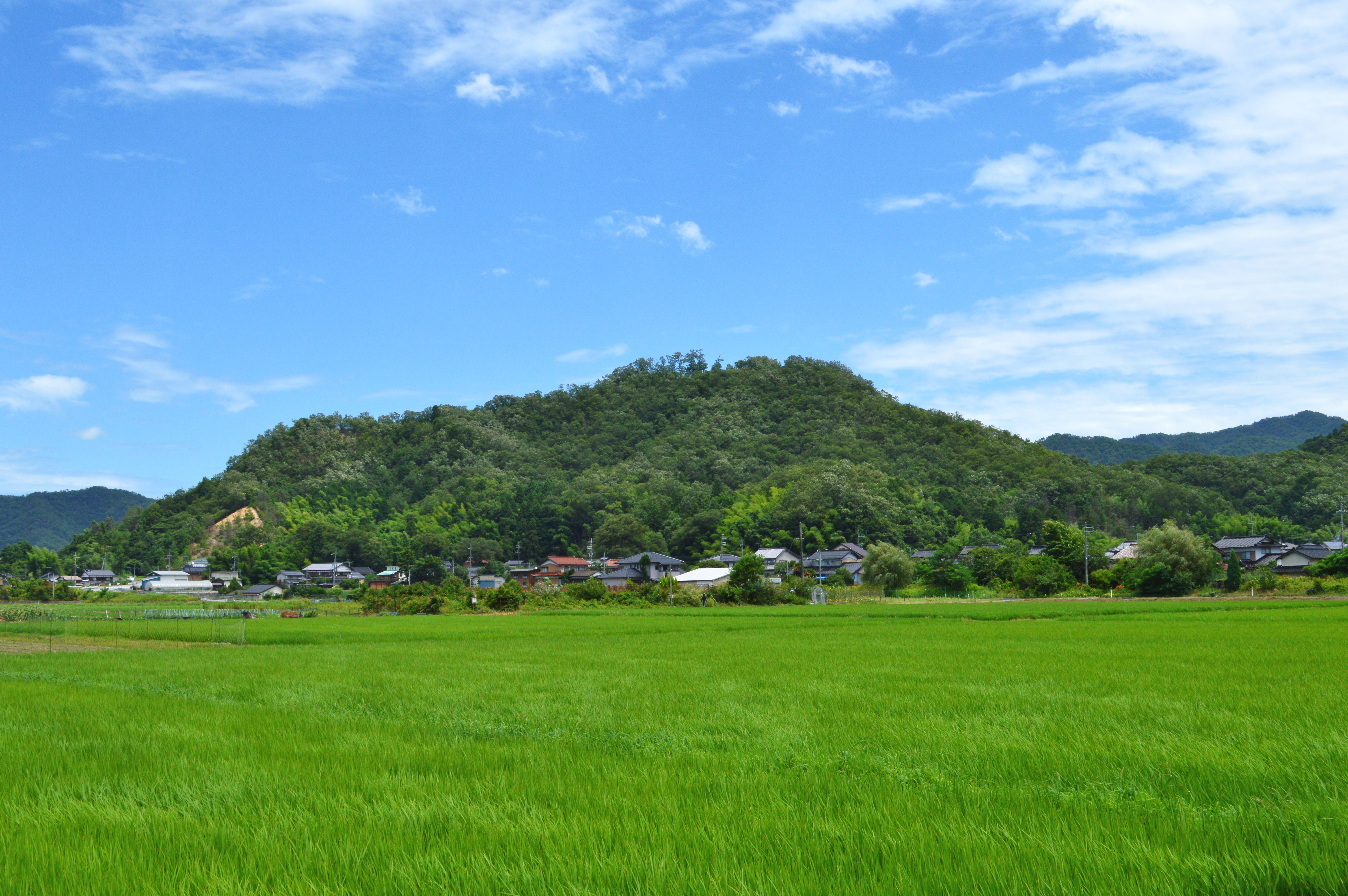
此隅山城中世の山名氏本城。出石神社の北隣に所在。

中世の文書として弘安8年（1285年）の『但馬国大田文』では、当時の社領が記される。これによれば、「当国一宮」である「出石大社」の社領田は141町余で、二宮の「粟鹿大社」の100町余、三宮の「水谷大社」の69町余を大きく上回っていた。この文書を初見として、中世期以降の出石神社は但馬国において一宮の位置づけにあったとされる。
また中世期の変遷は、出石神社文書、および祝職の神床家文書により知られる。これらによれば、神主職には嘉禎4年（1238年）に源家則、元亨4年（1324年）に家朝、建武5年（1338年）に家景（長尾彦太郎家景）ら長尾氏一族がそれぞれ補任されたと見える。この「長尾」の名字は、天日槍の渡来に際して朝廷から使者として派遣された市磯長尾市に由来すると伝えられ、この長尾氏を古くから出石神社の祭祀に関わった氏族と推測する説もあるが、正平7年（1352年）の軍忠状を最後に一族の名は見えなくなる。以上の文書のほか、明徳元年（1390年）に守護山名氏清が神主に宛てた書状や、永享8年（1436年）に山名持豊（宗全）が「但州一宮出石大明神」に宛てた願文、文安2年（1445年）に宗全が播磨国から一部の名主職を寄進した書状が伝世される。
戦国時代にも守護・国人から社領寄進などの崇敬を受けたが、永正元年（1504年）に山名氏内紛による兵火で神宮寺の総持寺とともに社殿を焼失した。大永4年（1524年）になって社殿再興の勧進状が起草されており、その後年に再建が完了したものと見られる。しかし戦国時代末期の天正8年（1580年）に羽柴秀吉（豊臣秀吉）が但馬地方を平定すると、それまで神社を崇敬した山名氏は但馬を去り、社領も没収されて社勢は衰微した。
なお中世・近世を通じては、総持寺（豊岡市出石町宮内）が出石神社の神宮寺とされた。この総持寺（惣持寺）は現在では出石神社の東方に所在するが、かつては神社近くにあったという。寺伝では天日槍が新羅から聖観音を将来したことに淵源を持つとし、平安時代頃から神宮寺となったと見られる（神宮寺としての初見史料は至徳4年（1387年）の寄進状）。総持寺には出石神社の「十六所之王子」に因み16供の供僧が置かれ、これらの僧は出石神社の祭祀にも深く関わっていた。

#### 近世
江戸時代には出石藩主の小出氏および仙石氏からの崇敬を受け、延宝4年（1676年）には小出英安による門の造営や、天和2年（1682年）にも小出氏からの屋敷地・田地の寄進があった。
宝暦7年（1757年）には播磨国住人の八木田源八郎が出石神社の荒廃を嘆いて諸国を勧進し、それによって明和7年（1770年）に本殿、安永3年（1774年）に社殿が造営された。

#### 近代以降
明治維新後、明治4年（1871年）5月に近代社格制度において国幣中社に列した。
明治43年（1910年）には火災により社殿を焼失し、大正3年（1914年）に再建された。戦後は神社本庁の別表神社に列している。

### 神階
- 承和12年（845年）7月16日、無位から従五位下 （『続日本後紀』）[原 11] - 表記は「出石神」。
- 貞観10年（868年）12月27日、従五位上から正五位下 （『日本三代実録』）[原 12] - 表記は「出石神」。
- 貞観16年（874年）3月14日、正五位下から正五位上 （『日本三代実録』）[原 13] - 表記は「出石神」。

### 社領
『新抄格勅符抄』大同元年（806年）牒によれば、当時には神戸として但馬国から13戸が充てられていた。
弘安8年（1285年）の『但馬国大田文』には、社領田が141町6反60歩（約1404495.87平方メートル）があると見える。内訳は常荒流失3町1反（約30743.8平方メートル）、出石郷押領4町4反120歩（約44033.06平方メートル）、長日御祭田71町256歩（約704978.51平方メートル）、講経修理田等27町9反240歩（約277487.6平方メートル）、引声并御神楽田以下料11町1反240歩（約110876.03平方メートル）、定田8町8反140歩（約87735.54平方メートル）。また、本家を「高辻姫宮」（京都高辻通に邸宅を持つ女性を指すが未詳）、案主を「藤肥前々司跡子息三人分領、一人左衛門入道蓮阿、一人四郎左衛門入道妙心、一人五郎左衛門入道定智」とする。
正平6年（1351年）の後村上天皇綸旨によれば、建武の新政において領家は廃されたとされる。

## 境内

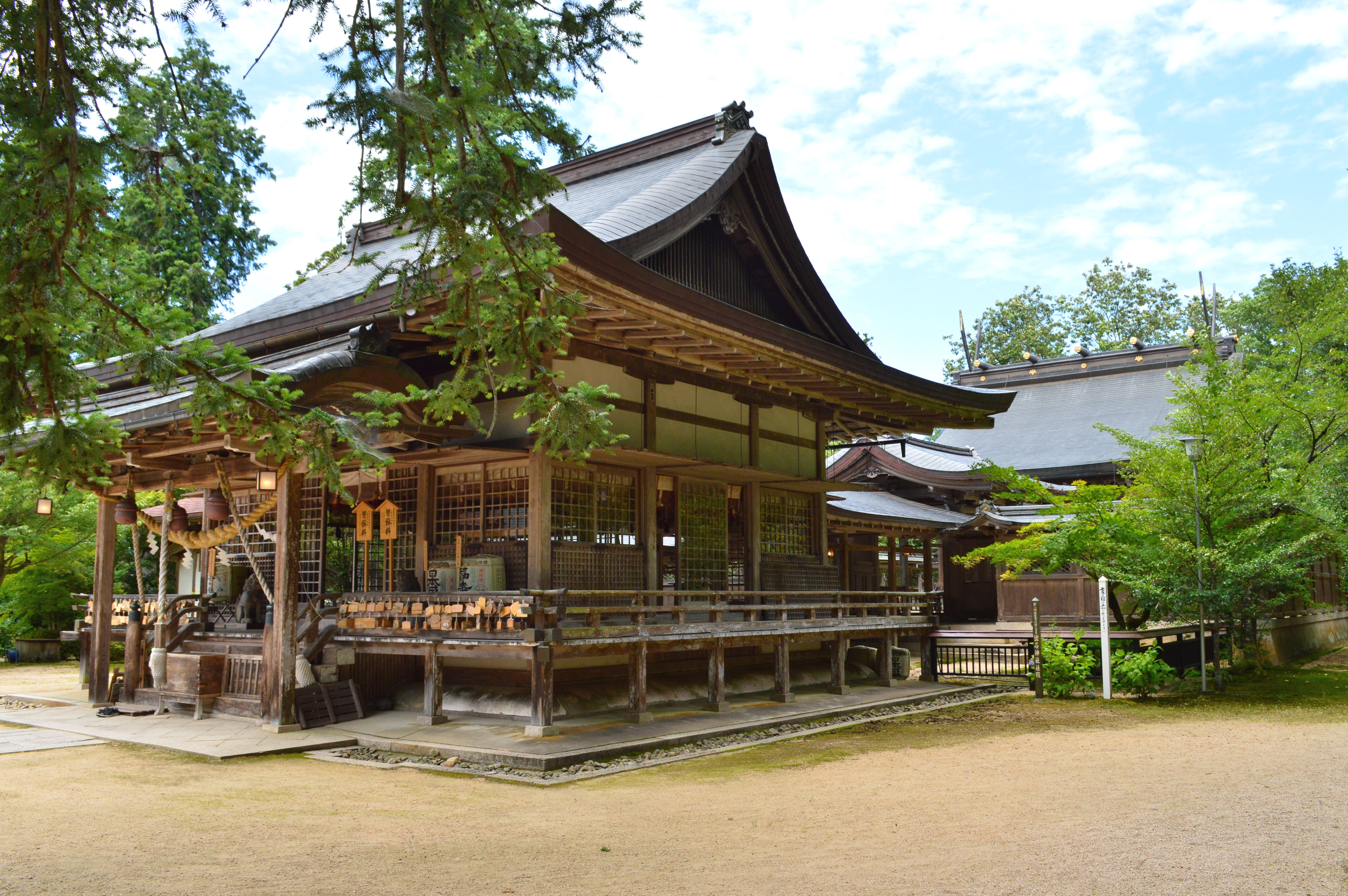
社殿（豊岡市指定文化財）手前に拝殿、右奥に本殿。

境内の広さは22,000平方メートル。現在の社殿は大正3年（1914年）の再建による。本殿は三間社流造で、屋根は銅板葺である。本殿前に幣殿・祝詞殿（いずれも切妻造）が接続し、両殿の左右から透塀が出て本殿を囲む。幣殿・祝詞殿の前面には拝殿が建てられている。拝殿は舞殿形式であり、入母屋造平入りで、屋根は銅板葺。特に、身舎屋根とは独立して平唐破風出桁造の向拝を持つという特徴を有する。これらの社殿は豊岡市指定有形文化財に指定されている。また、境内入り口には神門が建てられている。この神門は丹塗の八脚門で、多くの蟇股が飾られている。そのほかの社殿としては、神饌所・社務所などがある。
また境内東北隅の一角には禁足地が存在する。この禁足地の広さは1,000平方メートルほどで、現在は玉垣に囲まれている。その由来は明らかでなく、江戸時代には「天日槍廟所」と称されていた。
境内にはこのほか治水の神様と呼ばれた沖野忠雄の顕彰碑がある。
なお、境内から西に約500メートル、鳥居橋を渡った地点の鳥居地区では昭和8年（1933年）に旧鳥居の残欠が古銭多数とともに掘り出されており、かつての神域の広大さを物語っている。周辺の地名「鳥居」は、この旧鳥居に因むとされる。伝承ではこの鳥居を第二鳥居とし、さらに西方の狭間坂（豊岡市出石町方間）に第一鳥居があったとする。掘り出された鳥居残欠は豊岡市指定有形文化財に指定され、現在は神門内に保存されている。鳥居跡の西方延長線上には但馬国府推定地が位置することから、出石神社自体もかつては但馬国府方向に西面したとする説がある。

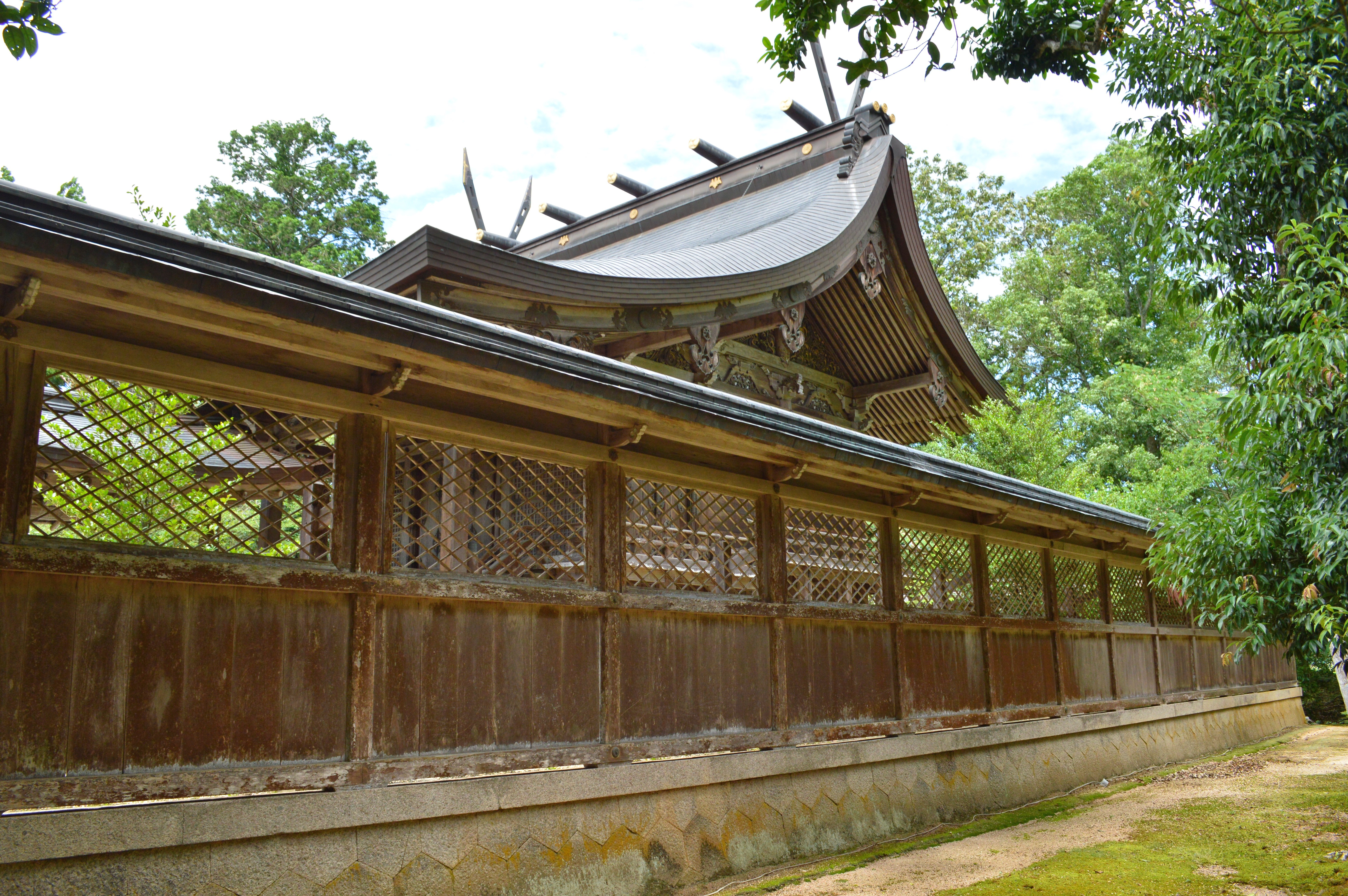
本殿
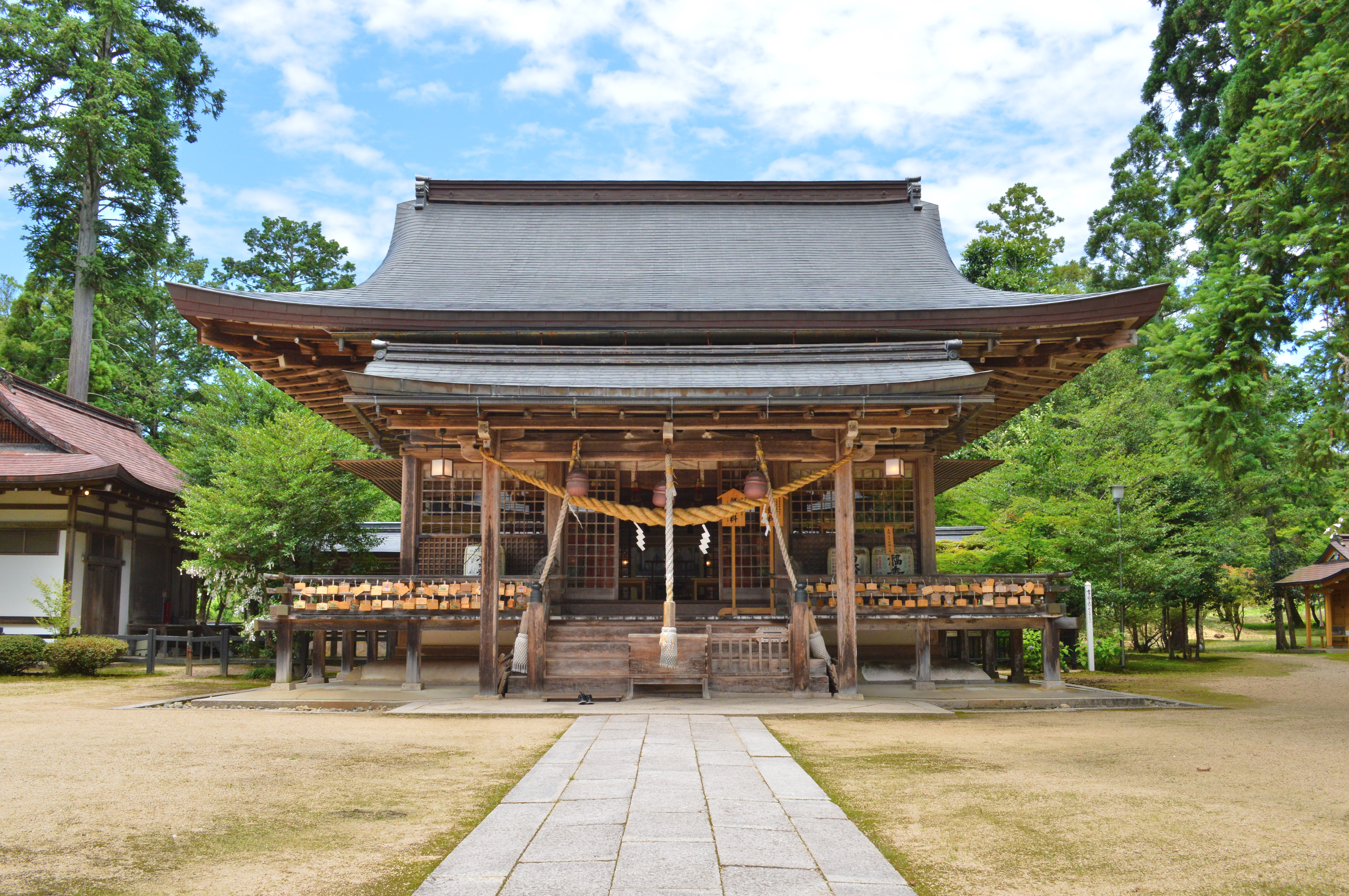
拝殿
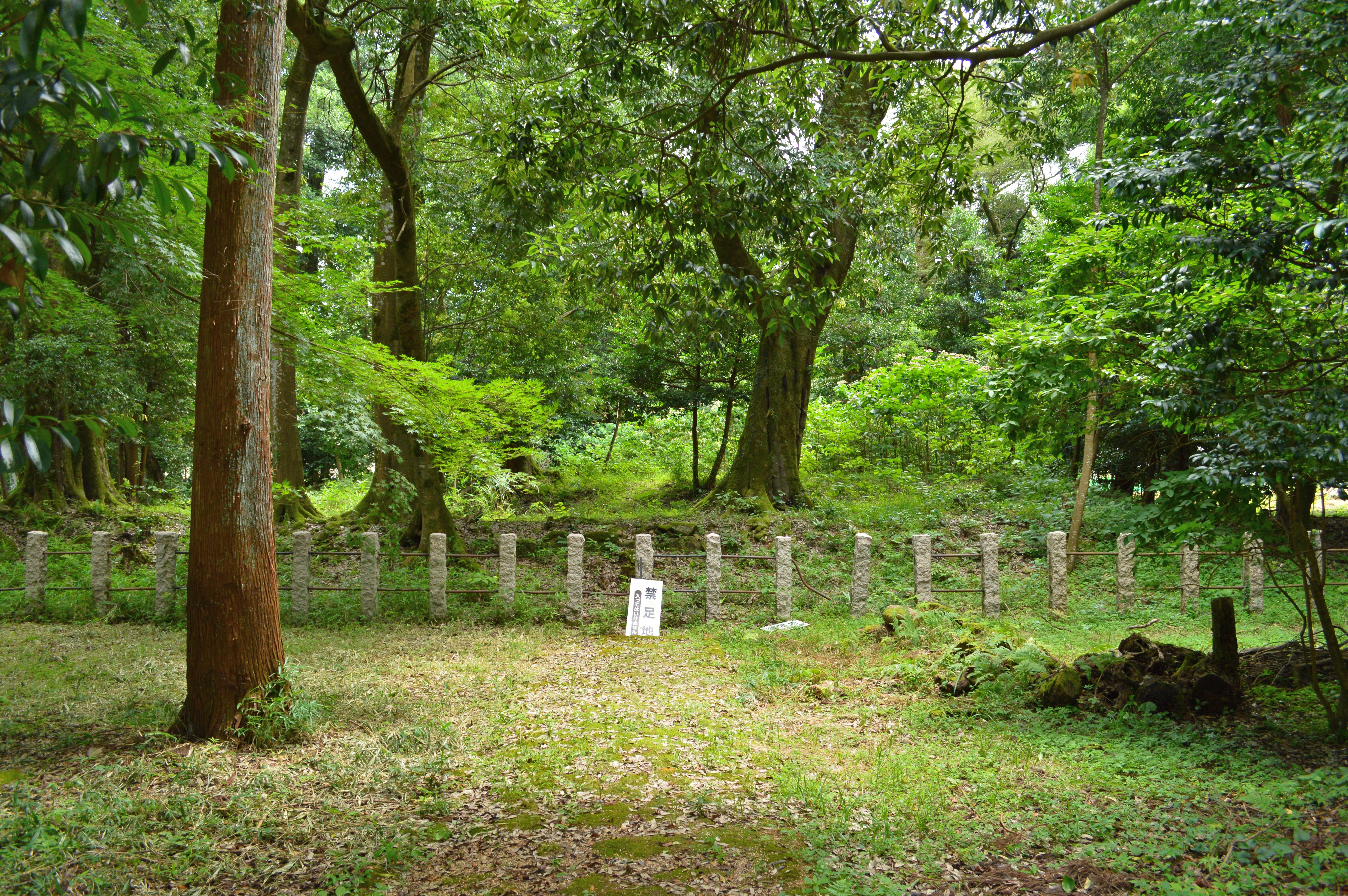
禁足地
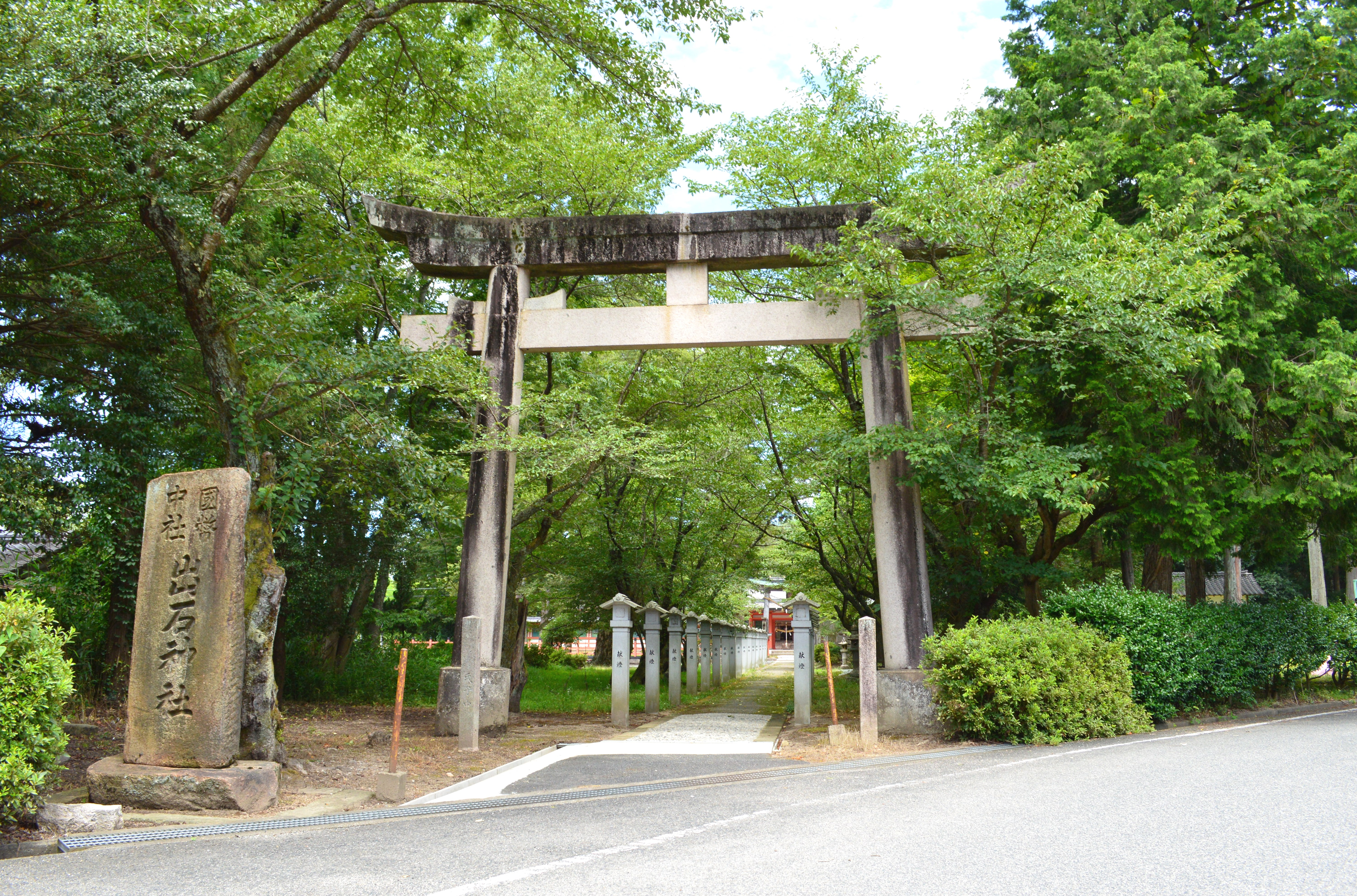
一の鳥居
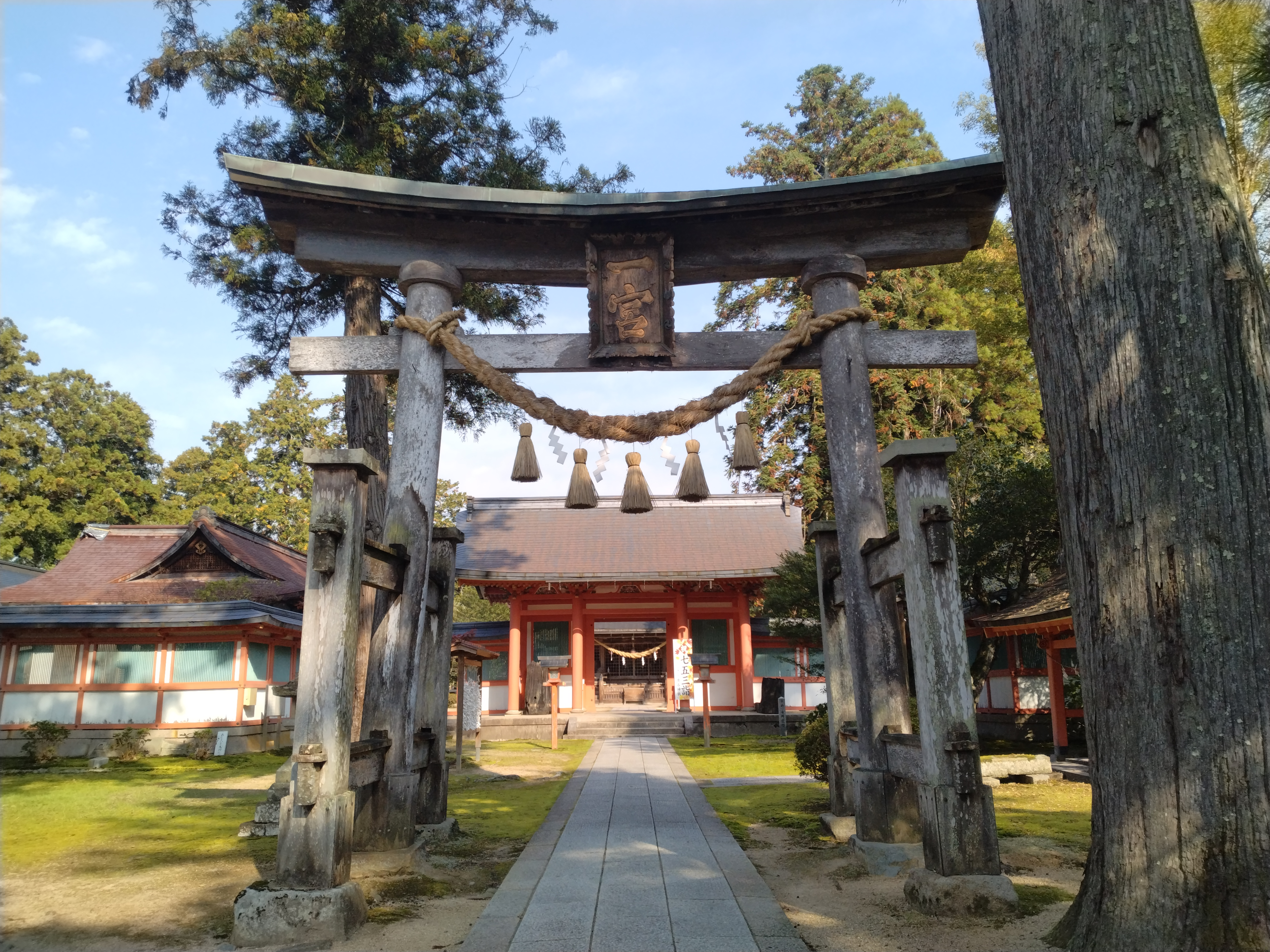
二の鳥居

## 摂末社
境内末社として次の4社がある。
- 比売神社（比売社） - 祭神：麻多烏（天日槍の妃神）
- 稲荷神社（夢見稲荷神社） - 祭神：宇賀能魂
- 市杵島比売神社 - 祭神：市杵島比売命
- 菅原神社（天神社） - 祭神：菅原神

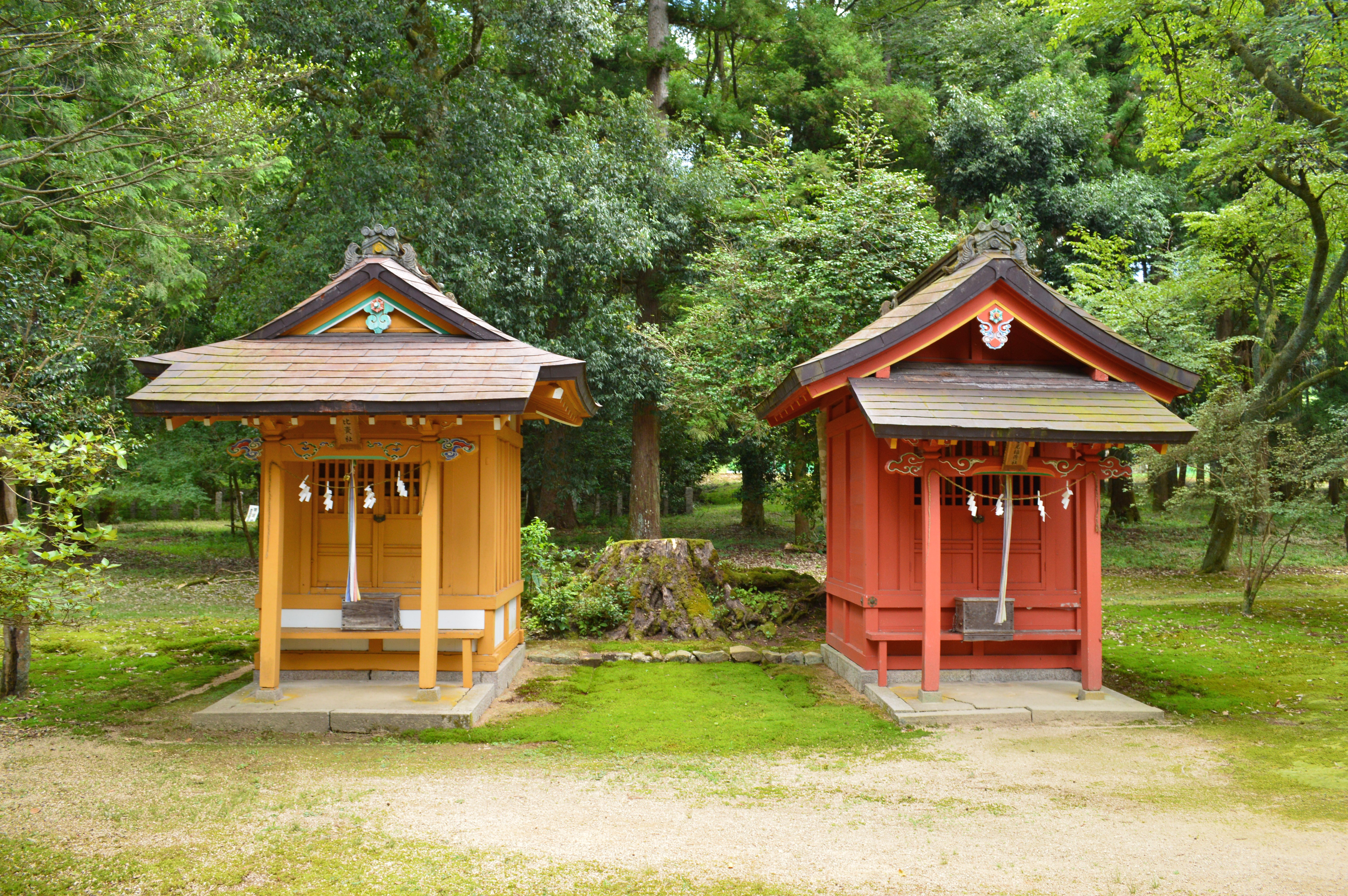
比売神社（比売社、左）と稲荷神社（夢見稲荷神社、右）
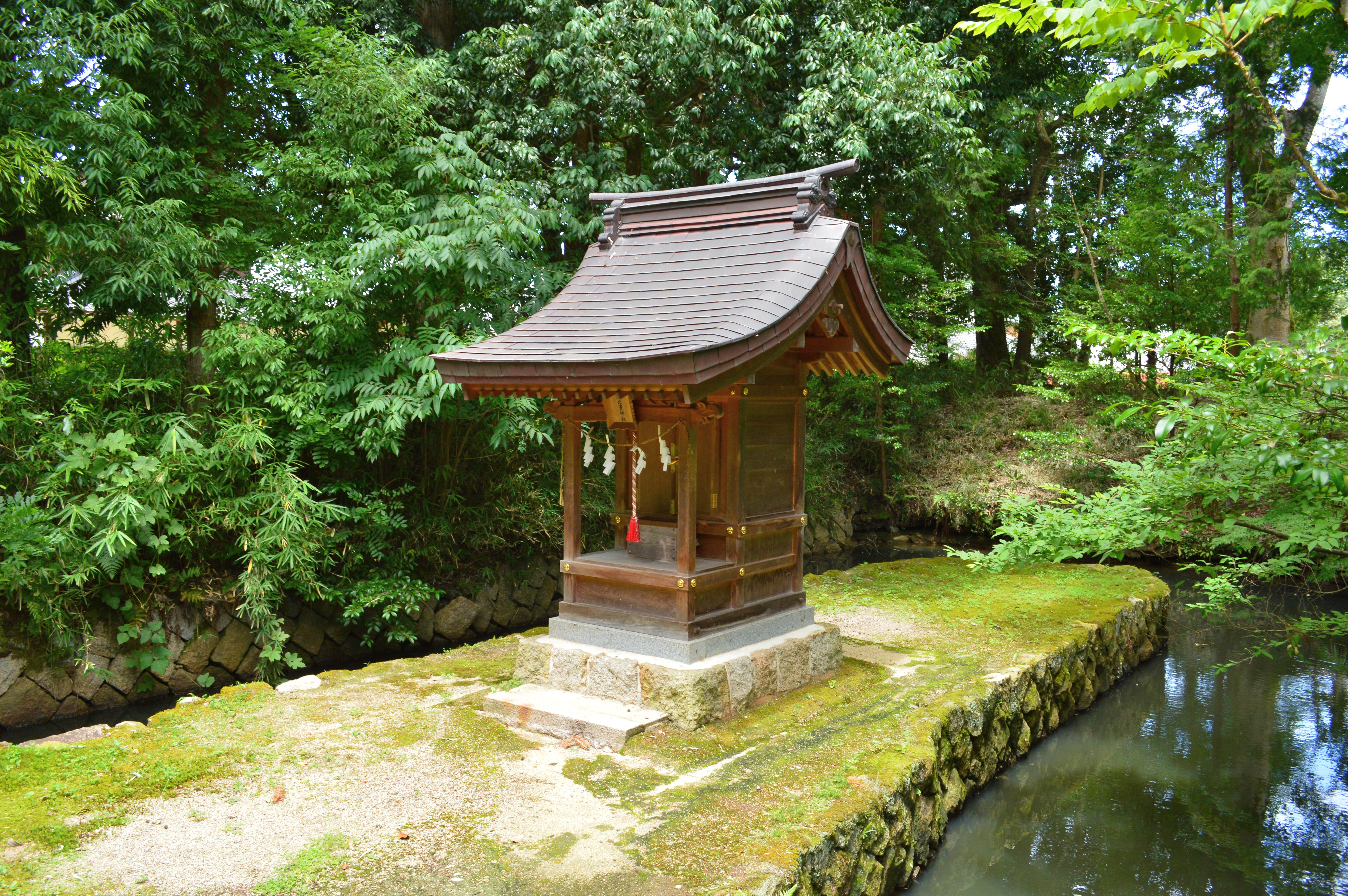
市杵島比売神社
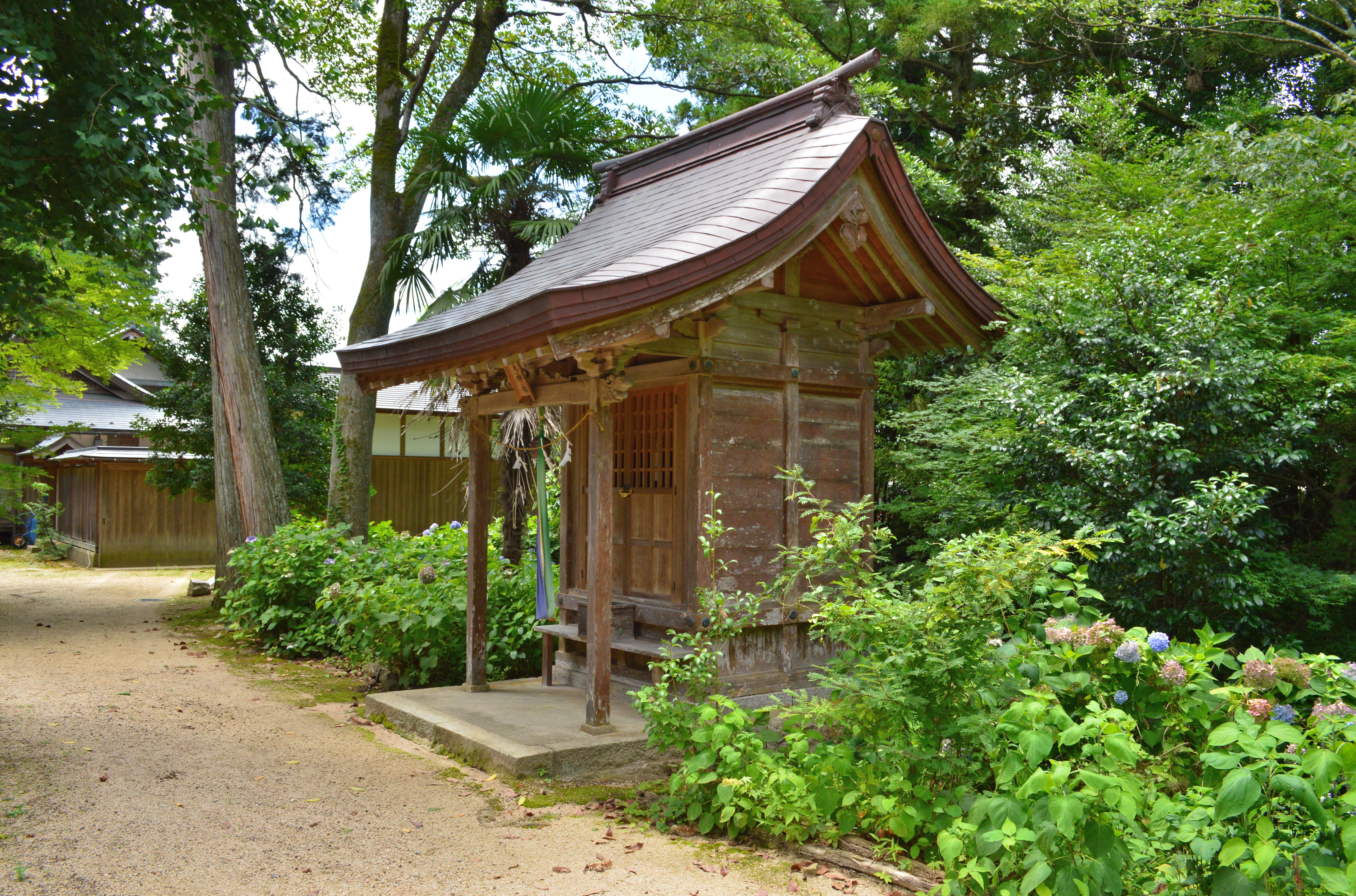
菅原神社（天神社）

## 祭事
主な祭事は次の通り。
- 正月祭 （1月1日）
- 三日祭 （1月3日）
- 立春祭 （立春の日）
「神馬藻（なのりそ：ホンダワラ、アカモクなどの褐藻ホンダワラ類）」と呼ばれる海草を奉納する慣習がある[3][15]。
- 春祭 （4月11日）
- 節句祭 （5月5日）
三重の輪になってのぼりを立てて回す、「幟（のぼり）まわし」と呼ばれる行事が行われる。これは、天日槍が瀬戸を切り開いた際に幟を立てて迎えた様子を表すと伝える。この幟まわしは豊岡市指定無形民俗文化財に指定されている[3][15][21]。
- 例祭 （10月20日）
- 新嘗祭 （11月23日）
前夜に浄火で蒸した新米で円餅を作り、当日に神前に奉納するとともに参拝者に撒き与える、「御年花祭（おはなびらまつり）」と称される行事が行われる[3][15]。

## 文化財

### 重要文化財（国指定）
- 脇差 銘但州住国光（外ニ梵字アリ）（工芸品）
南北朝時代。平造りの脇差で、刃長39.2センチメートル。「但州住国光」銘、および裏に梵字8字が刻まれている。明治14年（1881年）に出石神社に寄進された。大正4年（1915年）3月26日指定[23][21]。

### 豊岡市指定文化財

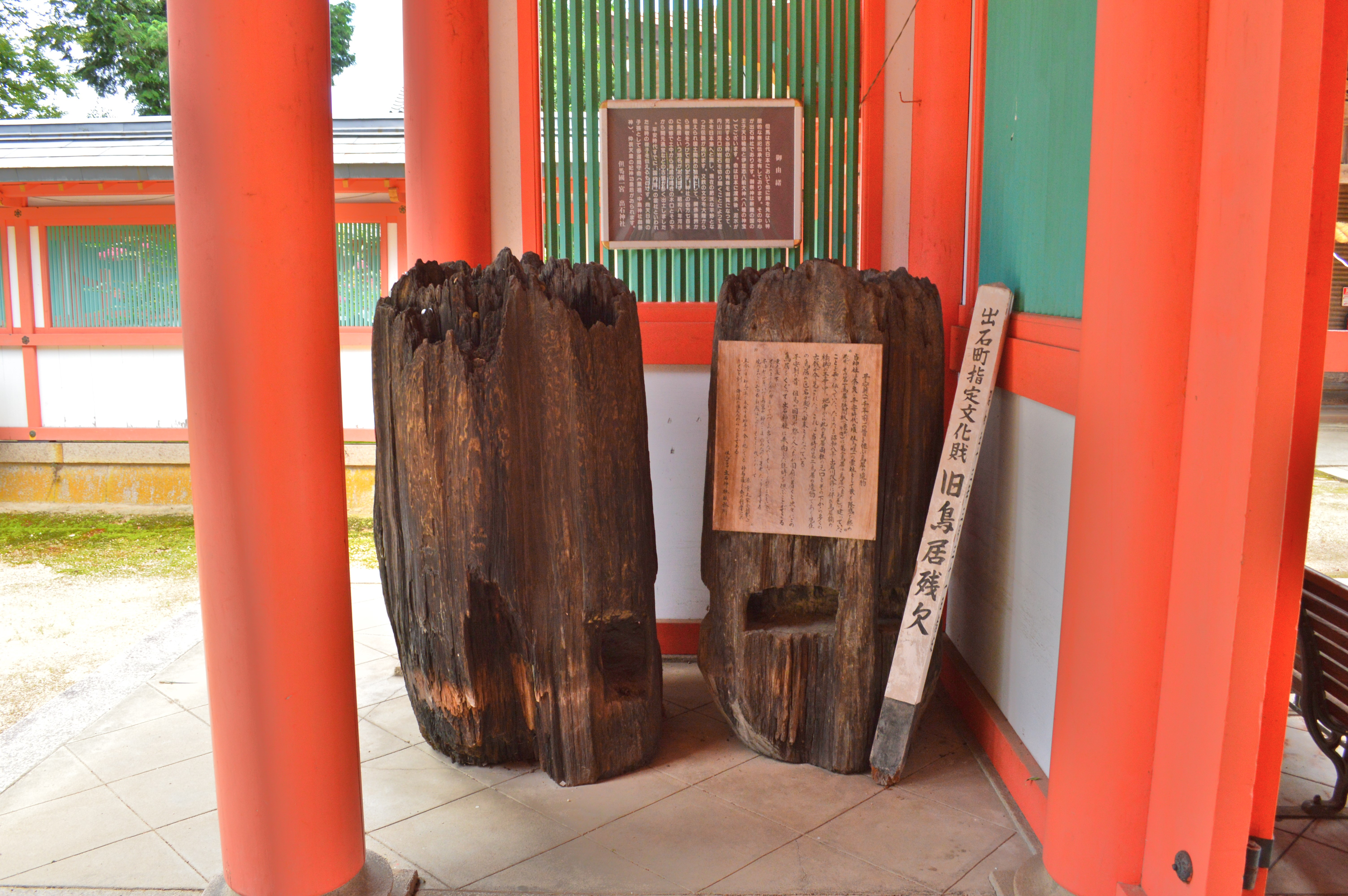
旧鳥居残欠

- 有形文化財[24]
  - 出石神社社殿（建造物）
大正期の造営。平成2年（1990年）3月24日指定[21]。
  - 出石大神宮銅印（工芸品）
鎌倉時代の作。一辺5.5センチメートル。「出石大神宮」の刻印、および鶏頭形の中紐を有する。昭和43年（1968年）3月30日指定[21]。
  - 仙石政明具足（工芸品）
江戸時代、貞享3年（1686年）の作。信濃国上田から出石に移封された仙石政明着用の具足。昭和46年（1971年）3月31日指定[21]。
  - 小出公馬印（工芸品）
江戸時代の作。小出氏所用の馬印。直径53センチメートルの金鞠玉の上に笠を有し、下に切りさきが垂れる。昭和46年（1971年）3月31日指定[21]。
  - 仙石秀久馬印（工芸品）
江戸時代の作。仙石秀久所用の馬印。4尺の金の御幣が垂れる。昭和46年（1971年）3月31日指定[21]。
  - 経文胴の甲冑（工芸品）
安土桃山時代、天正18年（1590年）の作。小田原征伐の際に仙石秀久に従軍した鷲見藤兵衛久次着用の甲冑。胴の前面に経文を有する。昭和48年（1973年）3月20日指定[21]。
  - 猿猴の甲冑（工芸品）
江戸時代、元和元年（1615年）の作。大阪夏の陣に仙石忠政に従軍した家臣谷津主水着用の甲冑。胸部には弾痕を残す。昭和48年（1973年）3月20日指定[21]。
  - 後村上天皇綸旨（書跡）
南北朝時代、正平6年（1351年）6月7日の日付を有する。南朝の後村上天皇側で社寺地を支配下に置く目的で出された太政官文書。昭和43年（1968年）3月30日指定[21]。
  - 蓮華王院院宣（書跡）
中世、年次不明ながら12月1日の日付を有する。蓮華王院（三十三間堂）領については役米を免除する旨を記す。昭和43年（1968年）3月30日指定[21]。
  - 家則・家朝補任状・軍忠状 他2（書跡）
長尾家則・家朝それぞれの神官補任状、明徳元年（1391年）の山名氏清による社領安堵状、正平7年（1352年）12月に長尾氏に宛てた軍忠状。昭和43年（1968年）3月30日指定[21]。
  - 出石神社旧鳥居残欠 2基（考古資料）
時期不明。昭和8年（1933年）の出石川改修の際に出土した木製鳥居の基部。昭和53年（1978年）3月31日指定[21]。
- 無形民俗文化財[24]
  - 幟まわし - 平成6年（1994年）6月17日指定。

## 関係地

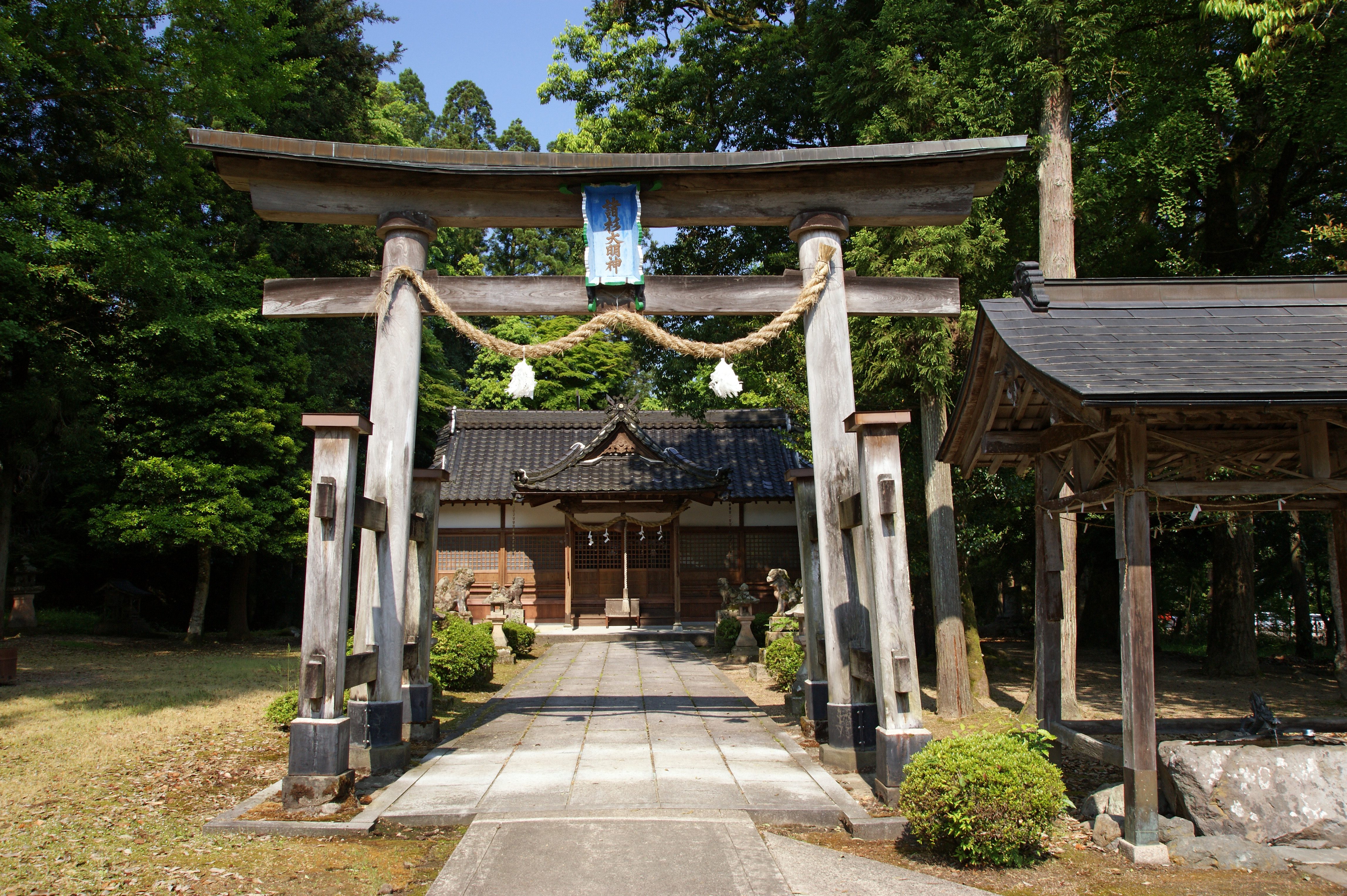
諸杉神社（豊岡市出石町内町）天日槍の子の但馬諸助（多遅摩母呂須玖）を祀る。

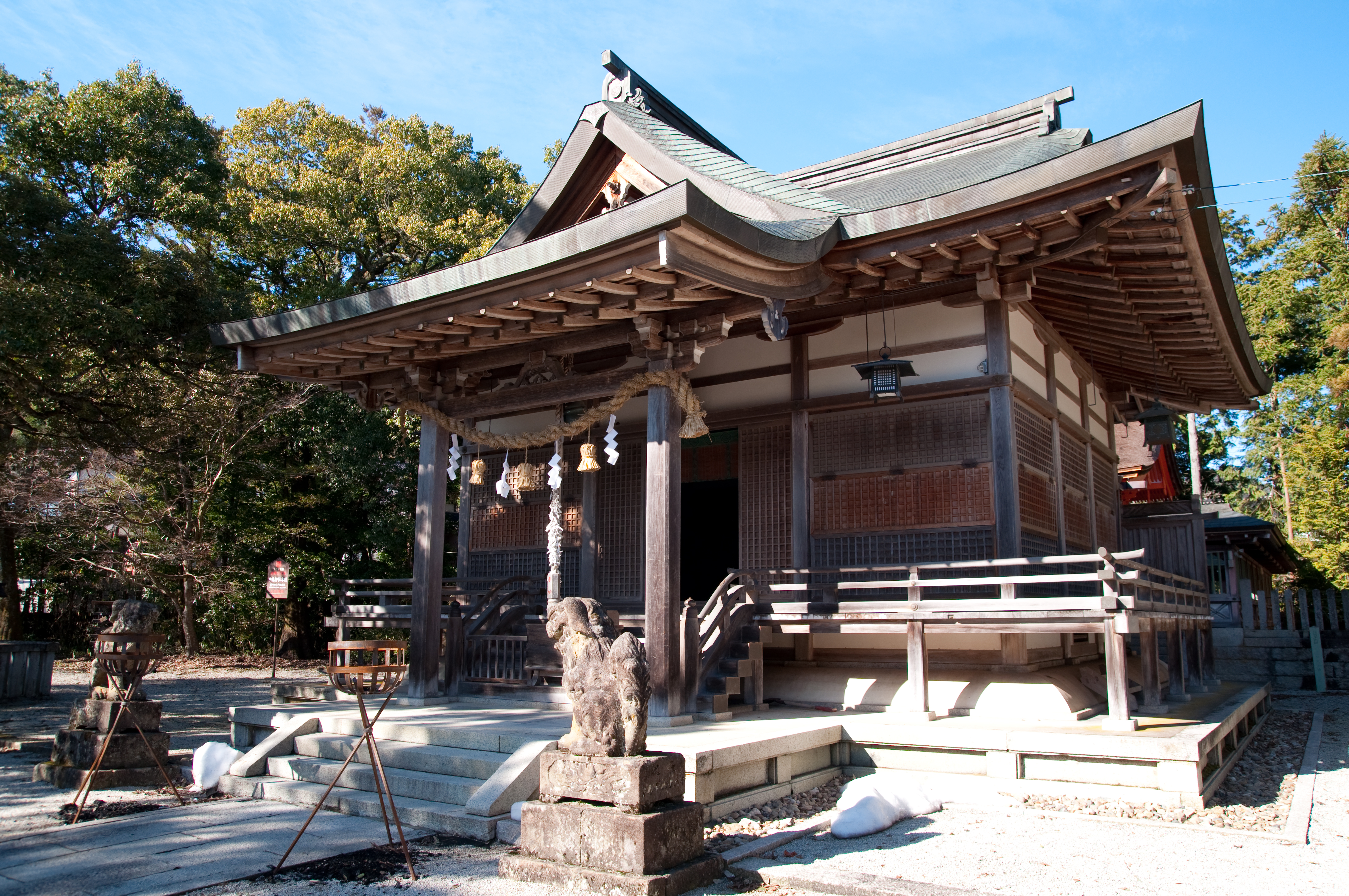
中嶋神社（豊岡市三宅）天日槍四世孫の田道間守（多遅摩毛理）を祀る。

出石地域では天日槍に関連する式内社数社の分布が知られる。主なものは次の通り。
| 延喜式 | 延喜式       | 根拠人物名                    | 比定社         | 比定社           | 比定社 |
| 郡     | 社名         | 根拠人物名                    | 社名           | 所在地           |        |
| ------ | ------------ | ----------------------------- | -------------- | ---------------- | ------ |
| 出石郡 | 御出石神社   |                               | 御出石神社     | 豊岡市出石町桐野 |        |
| 出石郡 | 諸杉神社     | 但馬諸助 （多遅摩母呂須玖）   | 諸杉神社       | 豊岡市出石町内町 |        |
| 出石郡 | 日出神社     | 多遅摩比多訶                  | （論）日出神社 | 豊岡市但東町畑山 |        |
| 出石郡 | 日出神社     | 多遅摩比多訶                  | （論）日出神社 | 豊岡市但東町南尾 |        |
| 出石郡 | 須義神社     | 菅竈由良度美                  | 須義神社       | 豊岡市出石町荒木 |        |
| 出石郡 | 中島神社     |                               | 中嶋神社       | 豊岡市三宅       |        |
| 出石郡 | 比遅神社     | 多遅摩斐泥                    | 比遅神社       | 豊岡市但東町口藤 |        |
| 気多郡 | 多麻良伎神社 | 但馬日楢杵 （多遅摩比那良岐） | 多摩良木神社   | 豊岡市日高町猪爪 |        |
| 気多郡 | 葦田神社     | （天日槍従者）                | 葦田神社       | 豊岡市中郷森下   |        |
| 気多郡 | 鷹貫神社     | 葛城高額比売                  | 鷹貫神社       | 豊岡市日高町竹貫 |        |
| 城崎郡 | 耳井神社     | 前津耳 （太耳/前津見）        | 耳井神社       | 豊岡市宮井       |        |

『出石町史』では、以上のほか城崎郡の海神社も関連社として挙げる。

## 現地情報
所在地
- 兵庫県豊岡市出石町宮内99

交通アクセス
- バス
  - 豊岡駅（西日本旅客鉄道（JR西日本）・WILLER TRAINS（京都丹後鉄道））または江原駅（西日本旅客鉄道）から、全但バス（出石行き）で「鳥居」バス停下車 （下車後徒歩7分）
- 車
  - 舞鶴若狭自動車道 福知山ICから、国道9号・国道426号を経由して約40km
  - 播但連絡道路 和田山ICから、約25km

周辺
- 此隅山城跡

## 関連文献
（記事執筆に使用していない関連文献）
- 『古事類苑』神宮司庁編、出石神社項
  - 『古事類苑 第9冊』（国立国会図書館デジタルコレクション）525-526コマ参照。